# Zlatníky-Hodkovice
Zlatníky-Hodkovice – gmina w Czechach, w powiecie Praga-Zachód, w kraju środkowoczeskim. Według danych z dnia 1 stycznia 2013 liczyła 1 149 mieszkańców.